# Hyadina certa
Hyadina certa är en tvåvingeart som beskrevs av Cresson 1931. Hyadina certa ingår i släktet Hyadina och familjen vattenflugor. Inga underarter finns listade i Catalogue of Life.